# Stănești (Giurgiu)
Pour les articles homonymes, voir Stănești.
Stănești est une commune du județ de Giurgiu en Roumanie.

## Démographie
En 2021, la population était de 2 548 habitants.